# Léon Pelloux
Pour les articles homonymes, voir Pelloux.
Léon Pelloux, en italien Leone Pelloux, né le 15 octobre 1837 à La Roche-sur-Foron et mort le 30 juillet 1907 à Turin, est un militaire et homme politique savoyard et italien.

## Biographie

### Origine
Léon Thomas Pelloux naît le 15 octobre 1837 à La Roche-sur-Foron. Il est le fils du docteur Joseph Pelloux, syndic puis maire de La Roche, et représentant la Savoie à la Chambre de Turin pour le collège de Bonneville, et de Virginie Laffin. Son frère, Louis Pelloux, fut un général de brigade et homme d'État italien, président du Conseil du royaume d'Italie de 1898 à 1900,.
Les deux frères font leurs études chez les Frères à La Motte-Servolex, avant de poursuivre à l'Académie militaire de Turin. Léon intègre la prestigieuse école, qui est un collège et un établissement militaire, en 1851, à l'âge de 14 ans, tandis que son jeune frère, Louis entre l'année suivante à 13 ans. L'officier savoyard, Humbert Jaillet de Saint-Cergues, ami de Joseph Pelloux, semble être intervenu dans l'inscription des jeunes Pelloux à l'Académie.
La famille Pelloux opte pour la nationalité française lors de l'Annexion de la Savoie à la France, en 1860. Mais son frère et lui choisissent officiellement la nationalité italienne, le 20 mars 1861.

### Carrière militaire
Léon Pelloux participe à la deuxième (1859) et troisième guerre d'Indépendance italienne (1866).
De 1896 à 1907, il est commandant général des troupes alpines, succédant à son compatriote Maurizio Gerbaix de Sonnaz. Il termine sa carrière au grade de lieutenant général (général de division).

### Carrière politique
Léon Pelloux devient sénateur du royaume d'Italie en 1896 et le restera jusqu'à sa mort en 1907.

## Décorations
- Chevalier (1868), officier (1879), commandeur (1885), grand officier (1891),  chevalier gand-croix (1896) de l'ordre de la Couronne d'Italie
- Chevalier (1872), puis officier (1885),  commandeur (1893) de l'ordre des Saints-Maurice-et-Lazare
- Chevalier de l'ordre militaire de Savoie (1861)
- Commandeur de la Légion d'honneur[5]
- Médaille d'argent de la valeur militaire
- Médaille commémorative de l'Unité italienne
- Médaille commémorative de la campagne d'Italie (1859)